# NGC 2451
NGC 2451 est un amas ouvert,, situé dans la constellation de la Poupe. Il a été découvert par l'astronome britannique John Herschel en 1835. Cet amas a probablement été observé avant l'année 1654 par l'astronome sicilien Giovanni Battista Hodierna. Son étoile la plus brillante est c Puppis (= HD 63032).
Selon la classification des amas ouverts de Robert Trumpler, cet amas renferme moins de 50 étoiles (lettre p) dont la concentration est moyenne (II) et dont les magnitudes se répartissent sur un intervalle moyen (le chiffre 2).Cette classification est en contradiction avec les dernières observations (voir section suivante).

## NGC 2451, deux amas et non un seul
La base de données WEBDA indique que NGC 2451 est à une distance d'environ 302 pc (∼985 al) et que son âge est de 44 millions d'années. Cependant, on a émis l'hypothèse en 1994  que cet amas est en réalité constitué de deux amas distincts qui sont dans la même ligne de visée depuis la Terre. Cette hypothèse a été confirmé en 1996. Le plus rapproché des deux amas, NGC 2451A, serait à environ ∼ 600 a.l. (∼ 184 pc), alors que l'autre, NGC 2451B serait à une distance double, soit ∼ 1 200 a.l. (∼ 368 pc). Les deux amas comptent des centaines d'étoiles qui se sont nées à peu près à la même époque, il y a de 50 à 60 millions d'années. En ne tenant compte que des étoiles dont la luminosité surpasse la magnitude 15, on a confirmé la présence de 70 étoiles de la séquence principale dans NGC 2451A.